# Pelotte
Een pelotte is in de orthese- en protheseleer een kussentje dat druk uitoefent op een bepaalde plaats, en dat door een verband of orthesestructuur op zijn plaats wordt gehouden. Dergelijke pelotten worden tegenwoordig vaak van siliconenmateriaal gemaakt.